# Катарина фон Нюрнберг
Катарина фон Нюрнберг (на немски: Katherina von Nürnberg; * ок. 1323; † сл. 11 март 1373) от рода Хоенцолерн е бургграфиня от Нюрнберг и чрез женитба е графиня на Вертхайм.
Тя е дъщеря на бургграф Фридрих IV от Нюрнберг(† 1332) и съпругата му Маргарета от Каринтия от рода Горица-Тирол († 1348), дъщеря на граф Албрехт фон Тирол († 1292), и внучка на херцог Майнхард II.

## Фамилия
Катарина се сгодява на 29 юни 1335 г. във Вюрцбург и се омъжва пр. 29 юни 1338 г. за граф Еберхард I фон Вертхайм († 24 август 1373), най-възрастният син на граф Рудолф IV фон Вертхайм († 1355) и съпругата му Елизабет Райц фон Бройберг († 1358). Те имат децата:
- Йохан I фон Вертхайм (* ок. 1340; † 23 юни 1407), женен I. на 2 май 1363 г. в Авиньон за Маргарета фон Ринек († 1378/1384/1390), II. ок. 1391 г. за принцеса Гута фон Тек († 1409)
- Фридрих († 1417), провост в Мозбах и Св. Якоб в Бамберг
- Еберхард († 1426), провост в Ноймюнстер във Вюрцбург и Св. Стефан в Бамберг
- Агнес
- Аделхайд
- Рудолф (* 1341)
- Попо
- Георг († сл. 1422), каноник в Св. Стефан в Майнц
- Албрехт фон Вертхайм († 19 май 1421), епископ на Бамберг (1398 – 1421)
- Маргарета († сл. 1378), монахиня във Фрауенцел
- Вилхелм († 1400), капитулар във Вюрцбург
- Елизабет (1347 – 1378), омъжена през 1366 или 1367 г. за Улрих IV фон Ханау († 1380)
- Мехтхилд
- Анна